# Thượng đại đẳng
Thượng đại đẳng (상대등, 上大等, Sangdaedeung) là một chức vụ trong triều đình Tân La. Thượng đại đẳng được lựa chọn từ những người đàn ông thuộc tầng lớp quý tộc "chân cốt" (jingeol), một chế độ cốt phẩm nghiêm ngặt trong xã hội quý tộc Tân La. Thượng đại đẳng sẽ chủ trì hội nghị Hwabaek (화백, 和白, Hòa Bạch), một hội đồng cố vấn và đưa ra các quyết định có thành phần là các quý tộc cao cấp khác nằm giữ chức vụ Đại đẳng (대등, 大等, Daedeung). Nhiệm vụ chính của hội đồng là quyết định các vấn đề quan trọng của đất nước, như kế vị ngai vàng và tuyên chiến. Sự tồn tại của nó bắt đầu từ sơ kỳ của nhà nước Tân La và cho thấy đây là nhà nước bắt nguồn từ các bộ lạc. Trong suốt lịch sử Tân La, hội nghị Hòa Bạch do Thượng đại đẳng chủ trì được coi là một cách kiểm soát quyền lực nhà vua.
Trong thời kỳ giữa của Tân La, sau khi thống nhất bán đảo, trọng tâm của quyền lực chuyển từ hội nghị Hòa Bạch và Thượng đại đẳng sang "chấp sự bộ" (Jipsabu, 집사부, 執事部) và "Thị trung" (Sijung, 시중, 侍中, hay "trung thị" Jungsi', 中侍), một hội đồng được thiếp lập tại Tân La năm 651 và là cơ quan cao nhất trong bộ máy chính quyền trung ương. Điều này phản ánh nỗ lực của chế độ quân chủ trong việc hạn chế sức mạnh của một quý tộc độc lập bằng việc dựa vào "chấp sự bộ" phỏng theo mô hình Trung Hoa thay vì hội nghị Hòa Bạch, một cơ cấu mà sự tồn tại dựa trên các quý tộc cao tuổi và đặc quyền bộ lạc. Khi xảy ra một số thách thức chống lại quyền lực của mình, Thần Văn Vương (Sinmun) thậm chí đã cho hành quyết Thượng đại đẳng Gungwan vào năm 681 vì ông đã đồng lõa trong cuộc nổi dậy của Kim Heumdol (김흠돌, 金欽突, Kim Khâm Đột).
Mặc dù có những nỗ lực để hạn chế sức mạnh của nó, chức vị Thượng đại đẳng vẫn được duy trì cho đến thời kỳ kết thúc của Tân La với vị thế cao nhất và uy tín mà một người có thể đạt được trừ ngai vàng. Vào thời kỳ sau của Tân La, khi việc nối ngôi xảy ra các tranh cãi, một vài vị quân chủ đã nổi lên từ chức danh Thượng đại đẳng.
Thượng đại đẳng cũng được đề cập đến với tên gọi Thượng thần (상신, 上臣, Sangsin).